# Tuchoměřice
Tuchoměřice is een Tsjechische gemeente in de regio Midden-Bohemen en maakt deel uit van het district Praha-západ. Het dorp ligt op 11 km afstand van Praag.
Tuchoměřice telt 1733 inwoners (2024).

## Geografie
In het zuidoosten grenst Tuchoměřice aan de Praagse wijk Přední Kopanina.
De gemeente bestaat uit de volgende plaatsen:
- Tuchoměřice;
- Kněžívka (deels).

## Geschiedenis
De eerste schriftelijke vermelding van het dorp dateert van 1301. Doorheen de geschiedenis veranderde de naam van het dorp verschillende malen of waren er meerdere schrijfwijze onder meer Tuchmeritz in 1301, Tuchommyerzicz, Tuchomeyricz, Tuchmeritz, Tuchomyerzicz, Tuchmierziczich, Tuchoměřicích, Tochoměřicícch, Tuchomierzycze en Tuchomierzjczjch.
Sinds 1949 is Tuchoměřice een zelfstandige gemeente binnen het district Praha-západ en sinds 1960 is de plaats ingedeeld bij de regio Midden-Bohemen.

## Verkeer en vervoer

### Autowegen
Er leiden regionale wegen naar het dorp. Ongeveer één kilometer buiten Tuchoměřice ligt snelweg D7.

### Spoorlijnen
Station Tuchoměřice ligt aan spoorlijn 121 Hostivice - Slaný. De lijn is enkelsporig en werd in 1873 geopend. Er stoppen zo'n drie tot vier treinen per dag.

### Buslijnen

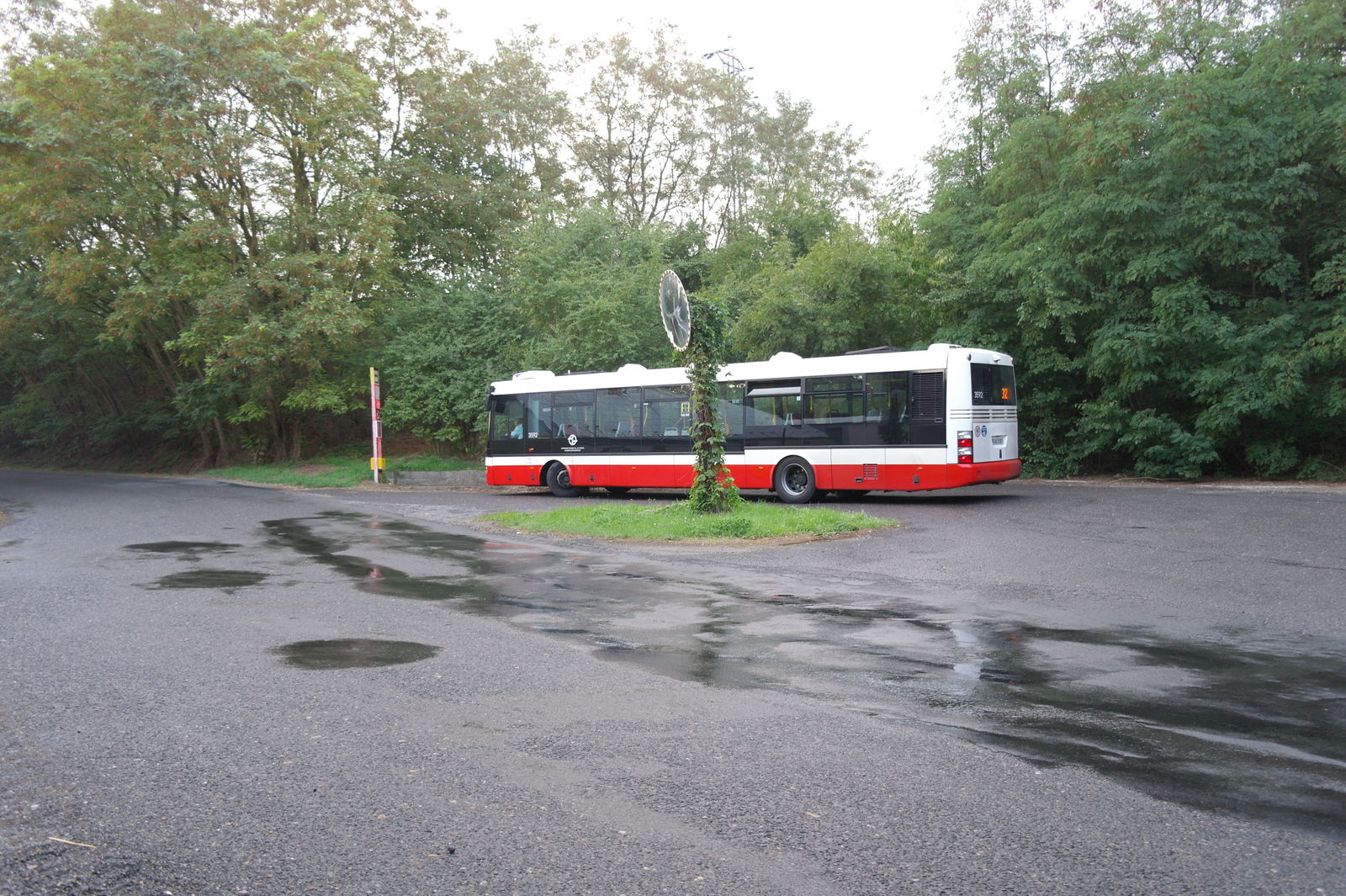
Bus in het dorp (2015)

Er zijn zeven bushaltes in het dorp (tot en met 14 december 2024 waren er nog negen):
| Halte                    | Lijn(en)        | Traject(en) | Vervoerder(s)                                     |
| ------------------------ | --------------- | --- | ------------------------------------------------- |
| Tuchoměřice, Kněžívka    | 356 414         | Praag-Bořislavka - Praag-Ruzyně Praag-Veleslavín - Středokluky                                                     | ČSAD MHD Kladno Autodoprava Lamer                 |
| Tuchoměřice, Outlet      | 322 356 414 429 | Praag-Veleslavín - Kladno Praag-Bořislavka - Praag-Ruzyně Praag-Veleslavín - Středokluky Praag-Veleslavín - Unhošť | ČSAD MHD Kladno Autodoprava Lamer ČSAD MHD Kladno |
| Tuchoměřice, Pastvišťata | 356             | Praag-Bořislavka - Praag-Ruzyně                                                                                    | ČSAD MHD Kladno                                   |
| Tuchoměřice, Statenická  | 356             | Praag-Bořislavka - Praag-Ruzyně                                                                                    | ČSAD MHD Kladno                                   |
| Tuchoměřice, Zámek       | 414             | Praag-Veleslavín - Středokluky                                                                                     | ČSAD MHD Kladno                                   |
| Tuchoměřice, Ke Kopanině | 322 356 414 429 | Praag-Veleslavín - Kladno Praag-Bořislavka - Praag-Ruzyně Praag-Veleslavín - Středokluky Praag-Veleslavín - Unhošť | ČSAD MHD Kladno Autodoprava Lamer ČSAD MHD Kladno |
| Tuchoměřice, Obecní úřad | 356 414         | Praag-Bořislavka - Praag-Ruzyně Praag-Veleslavín - Středokluky                                                     | ČSAD MHD Kladno Autodoprava Lamer                 |

## Bezienswaardigheden

### Kasteel
Het Kasteel van Tuchoměřice staat op een heuvel boven het dorp. Het gebouw betreft een voormalige residentie van de jezuïeten, die gelieerd waren aan de Sint-Vituskerk in het dorp. Het huidige gebouw dateert van tussen 1665 en 1675, naar ontwerp van Giovanni Domenico Orsi , en verving een ouder fort op dezelfde locatie. Het kasteel is rechthoekig en kent twee verdiepingen met een binnenplaats en arcades. De huidige ingangsvleugel, aan de noordzijde, werd in de 18e eeuw toegevoegd.

### Sint-Vituskerk
De Sint-Vituskerk is een rechthoekig, vroegbarok gebouw zonder toren, gebouwd tussen 1667 en 1669, waarschijnlijk eveneens naar ontwerp van Orsi. De beschilderingen aan de binnenzijde zijn in 1768 aangebracht door Josef Kramolín. Bij het hoofdaltaar hangen twee schilderijen van Jan Jiří Heinsch van rond 1683.

### Overige bezienswaardigheden
- Stenen kruis voor het kasteel uit 1770;
- Sint-Rosaliekapel met begraafplaats aan de oostkant van het dorp, een barokke gebouw uit 1673–1675 met beschilderingen van Kramolin;
- Standbeeld van Onze-Lieve-Vrouw van Immaculata uit 1711-1712;[3]
- Beschermd natuurgebied Pazderna;
- Sint-Wenceslauskapel uit 1882 in de deelgemeente Kněživka.

## Galerij

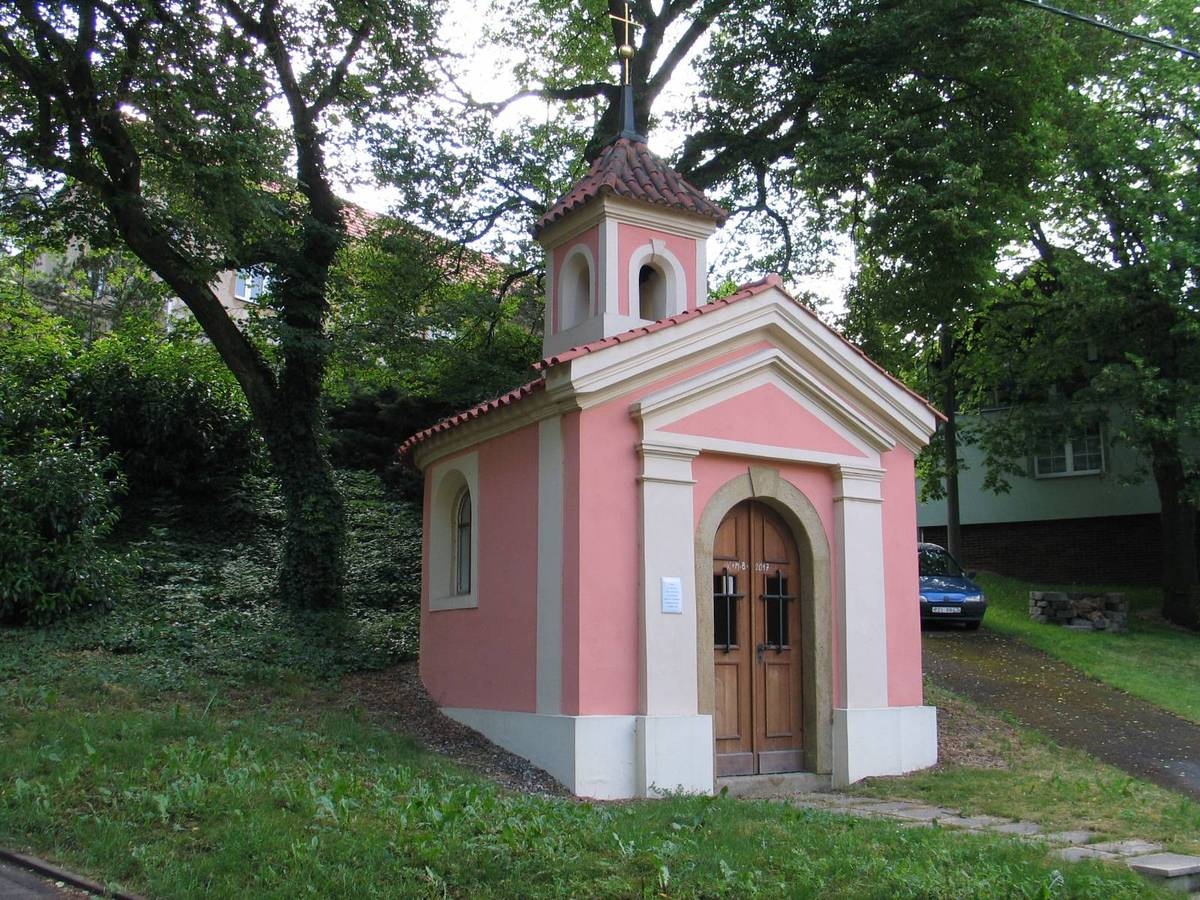
Dorpskapel (2021)
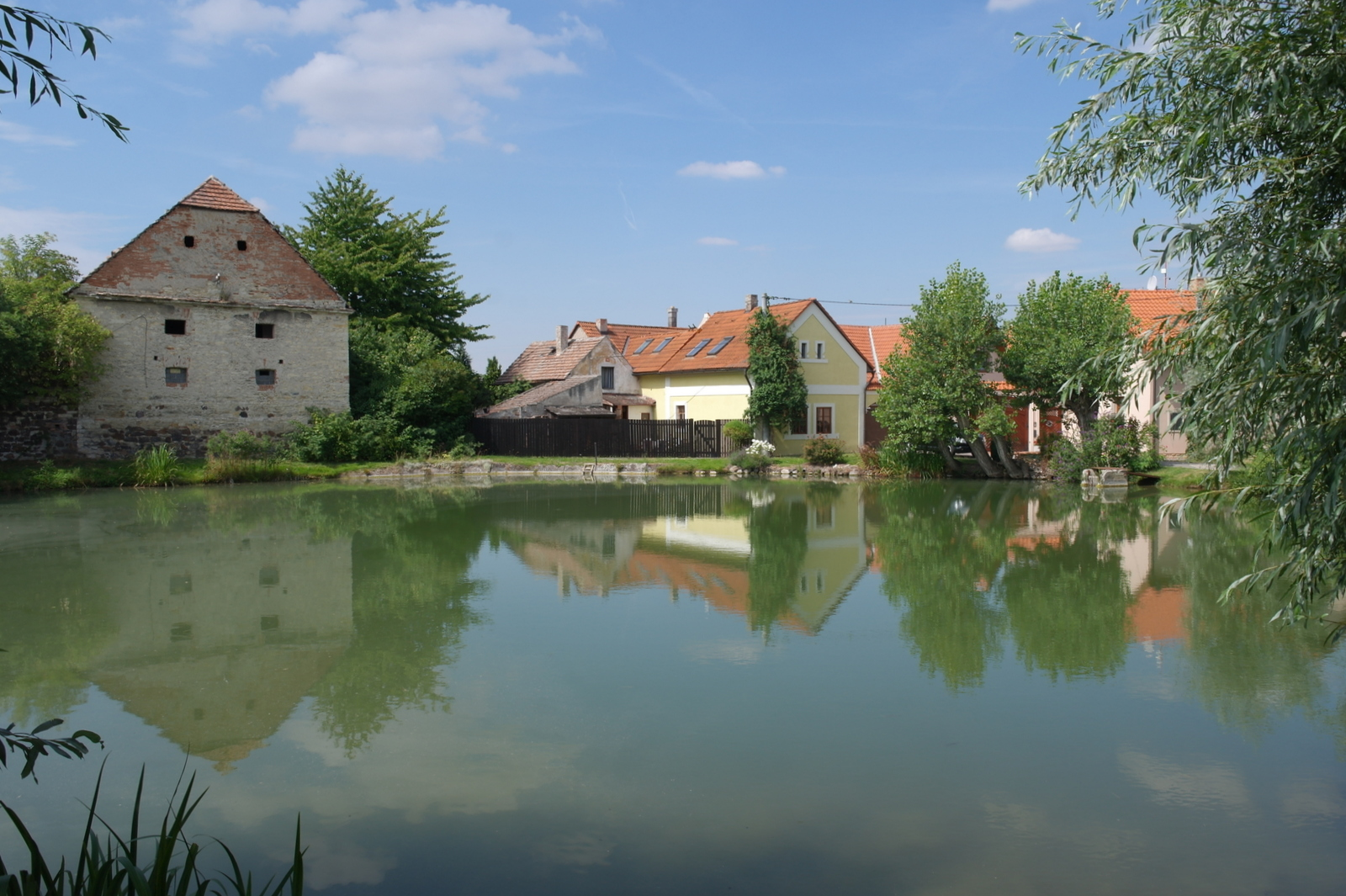
Dorpsvijver (2015)
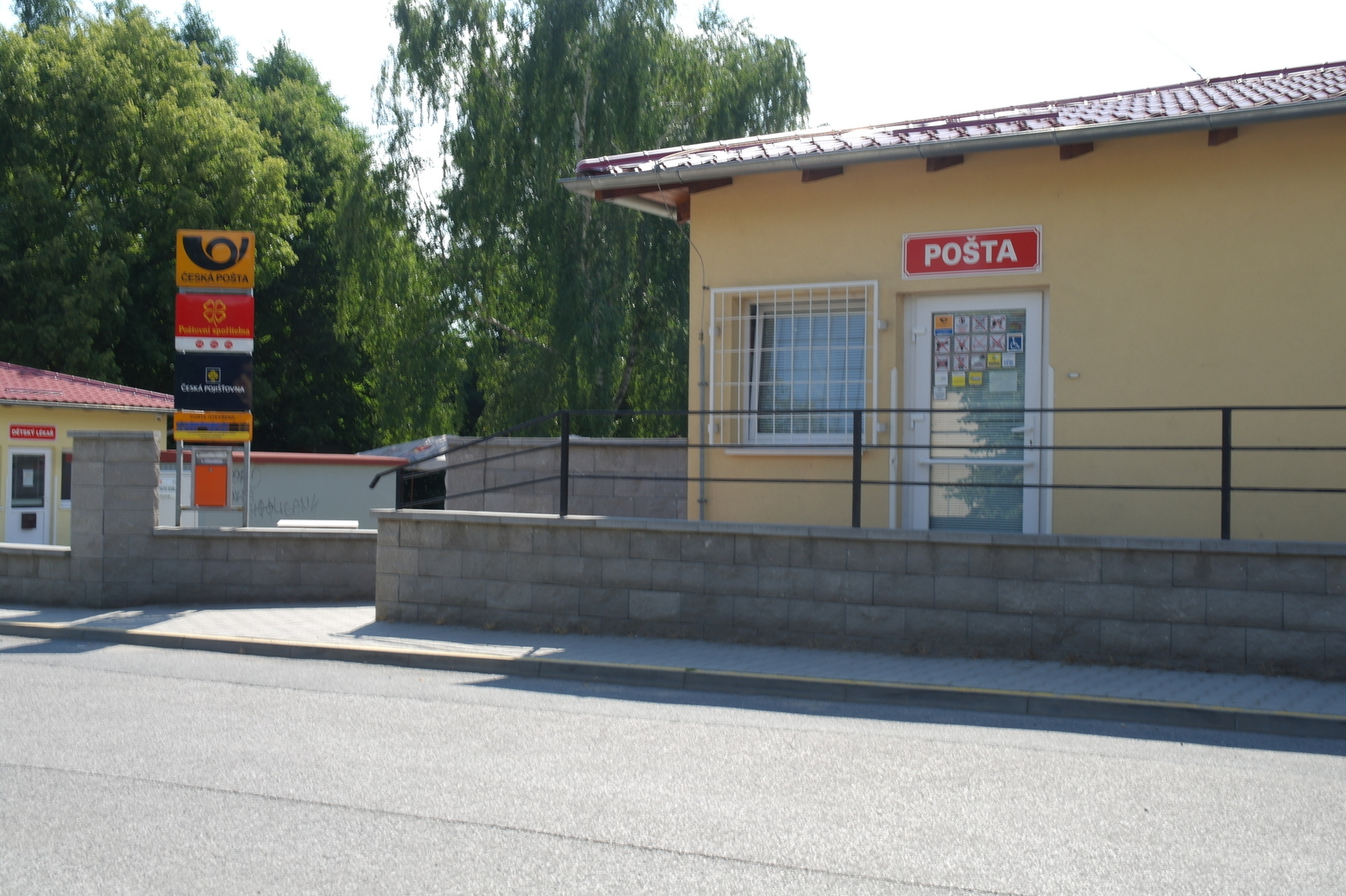
Postkantoor (2015)
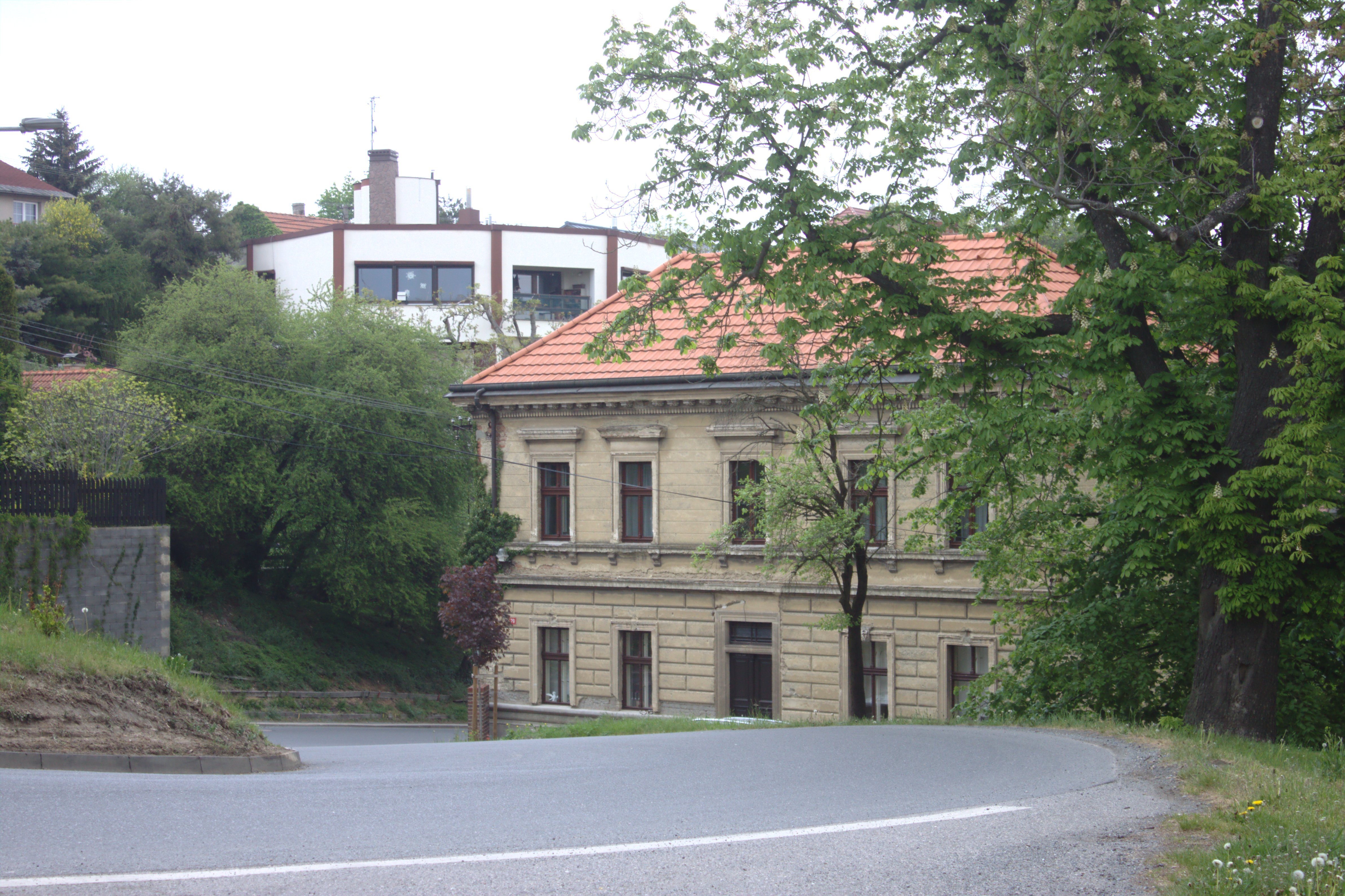
Huis in het dorp (2019)
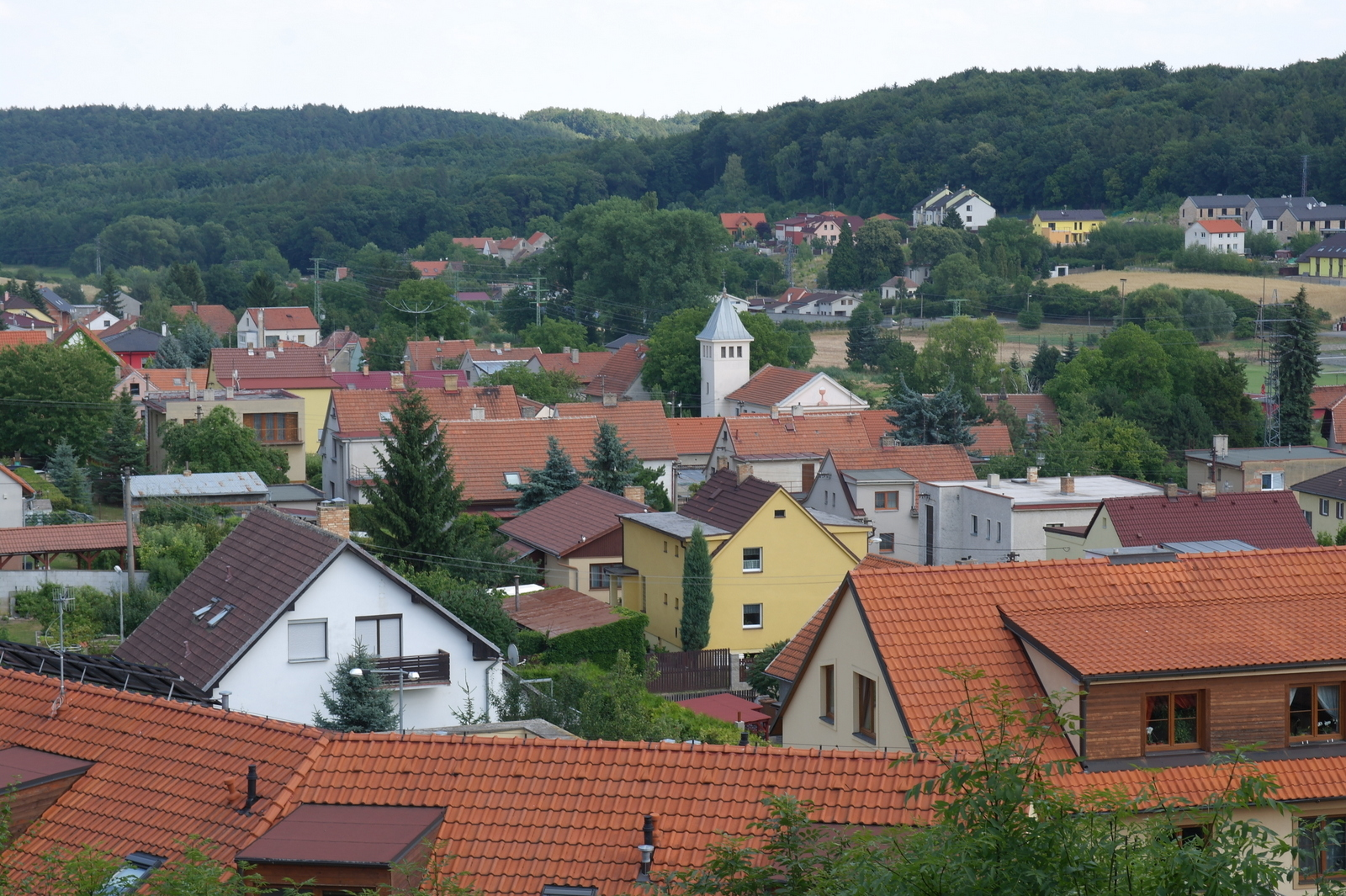
Uitzicht over het dorp (2015)
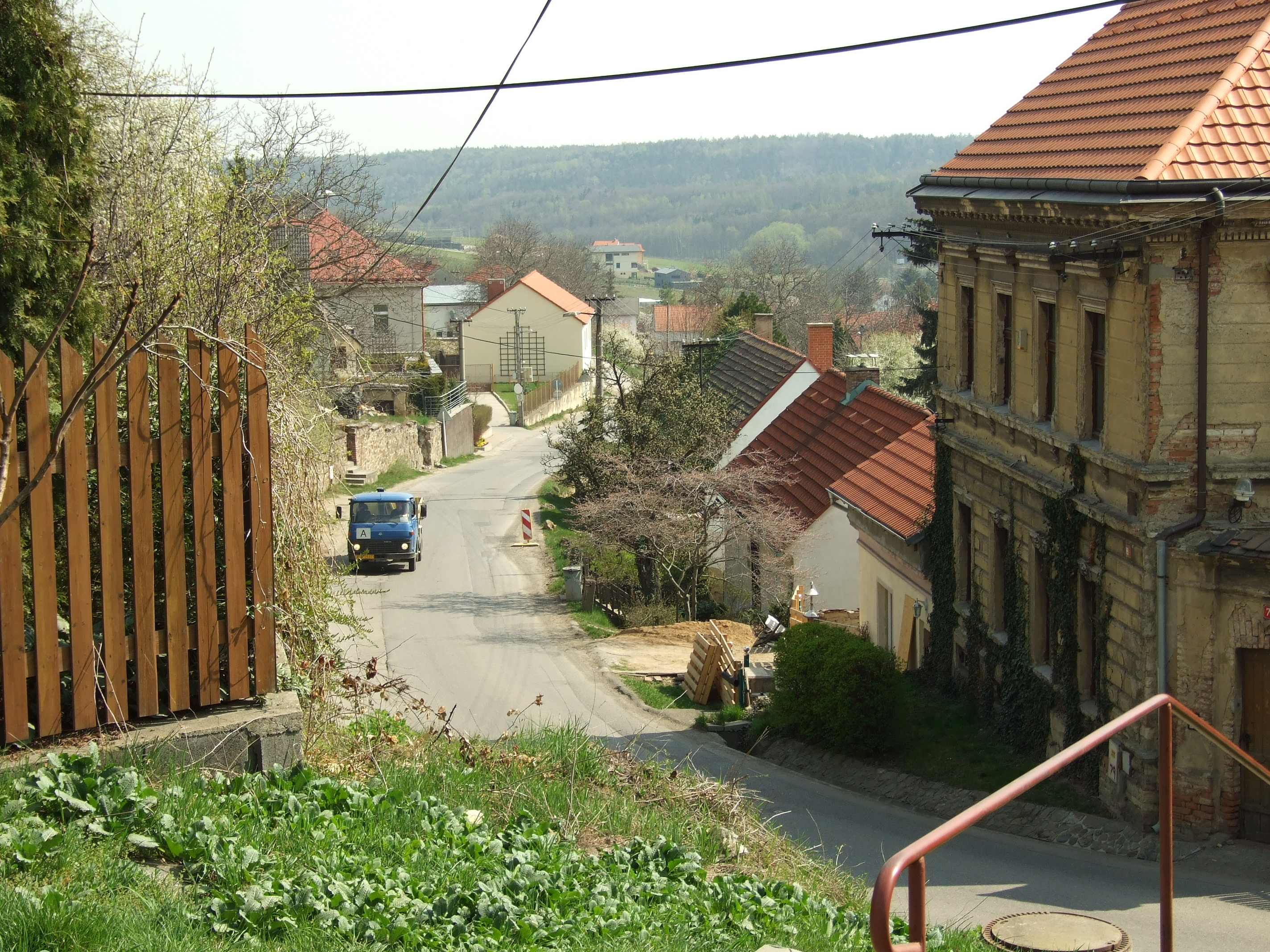
Straat in het dorp (2009)
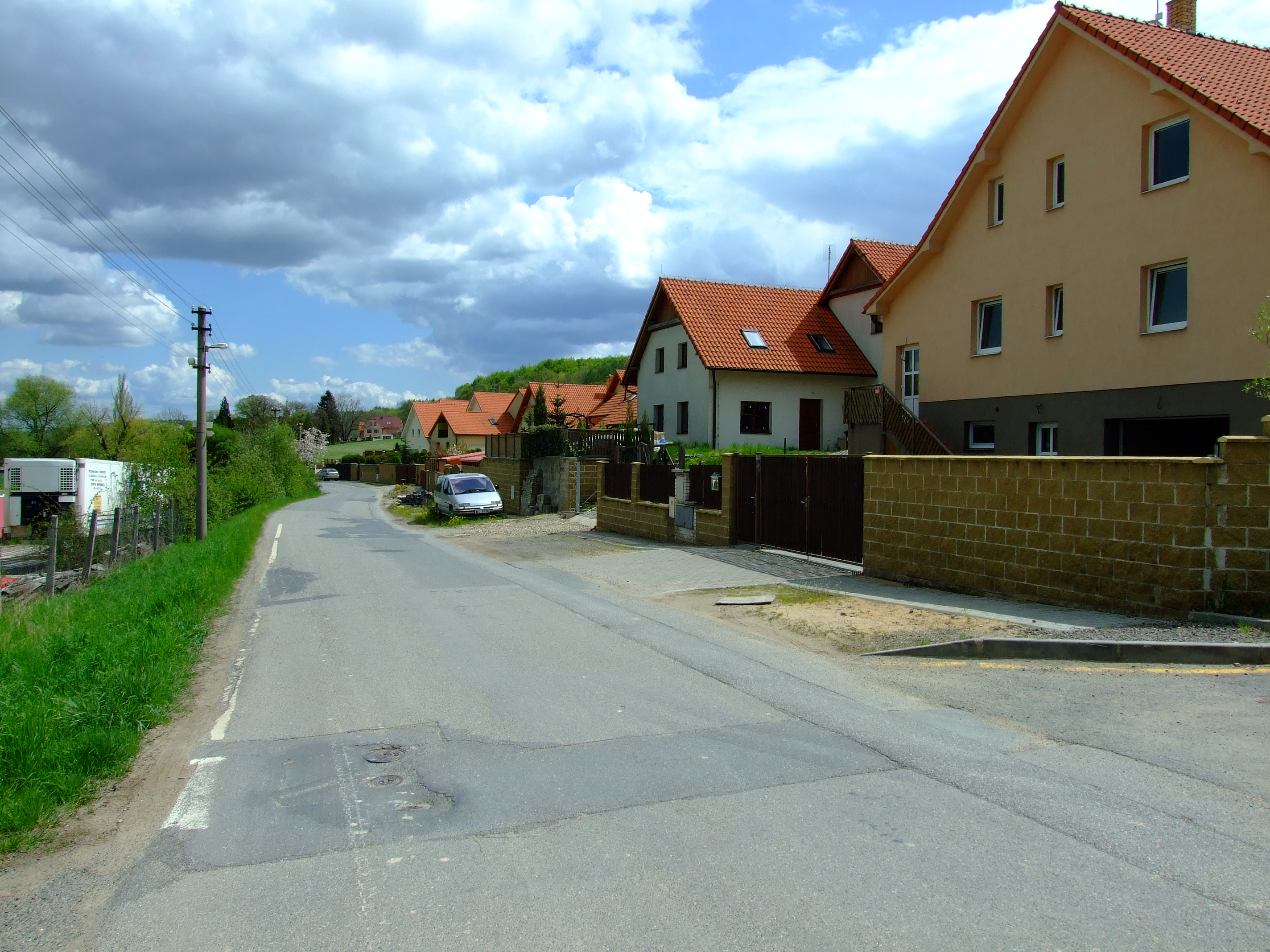
Straat aan de rand van het dorp (2008)
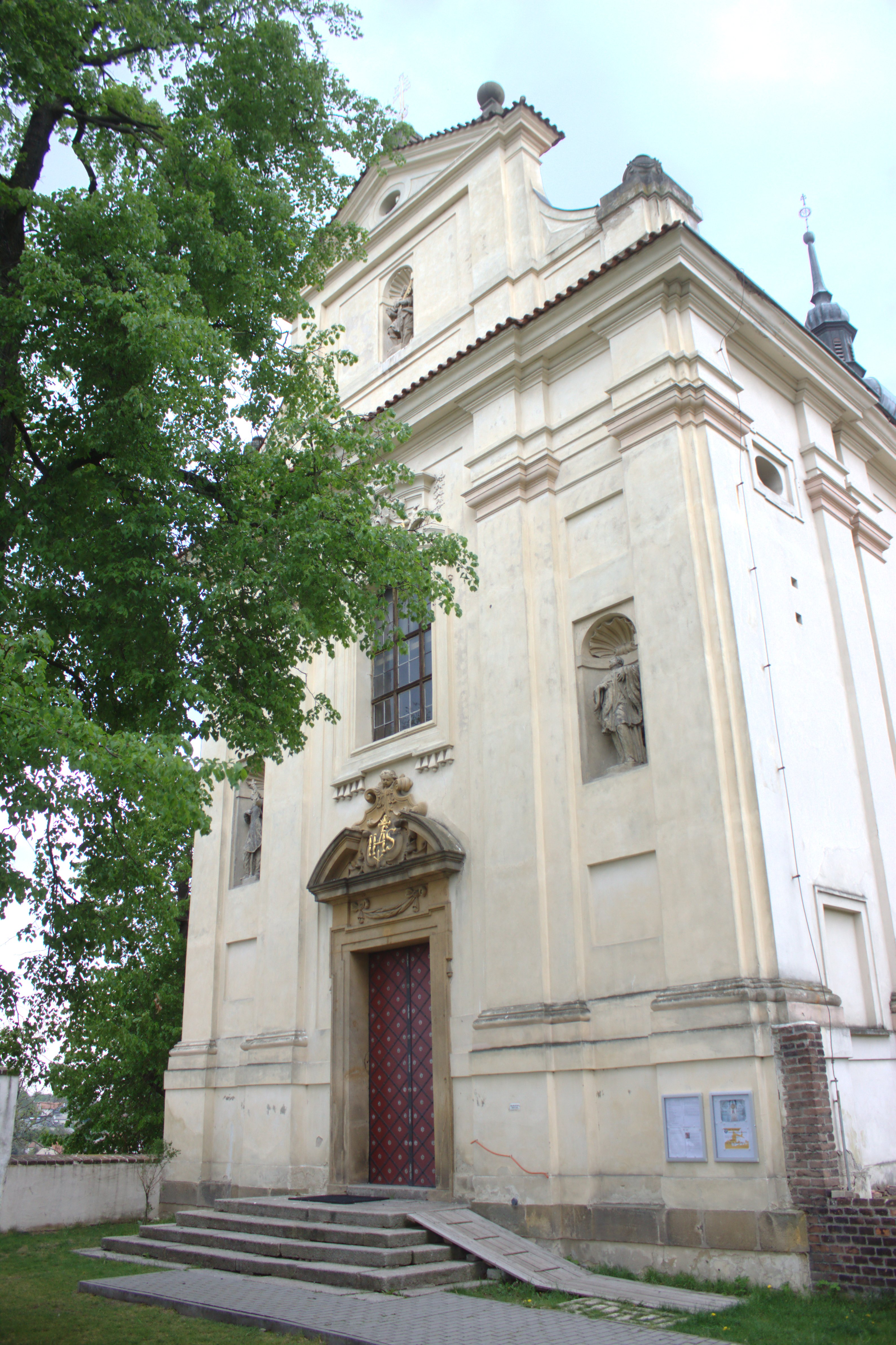
Sint-Vituskerk (2019)
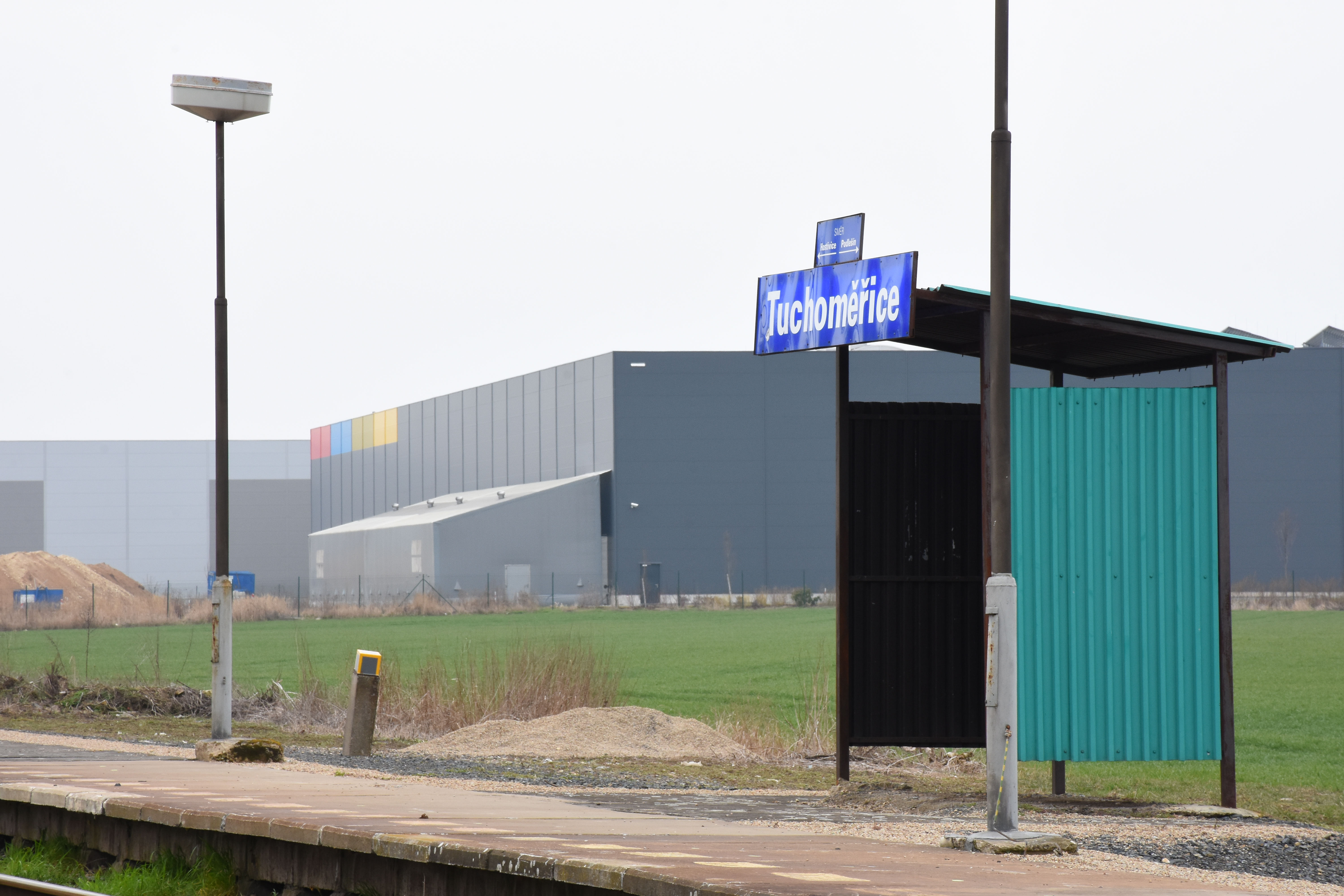
Station Tuchoměřice (2016)
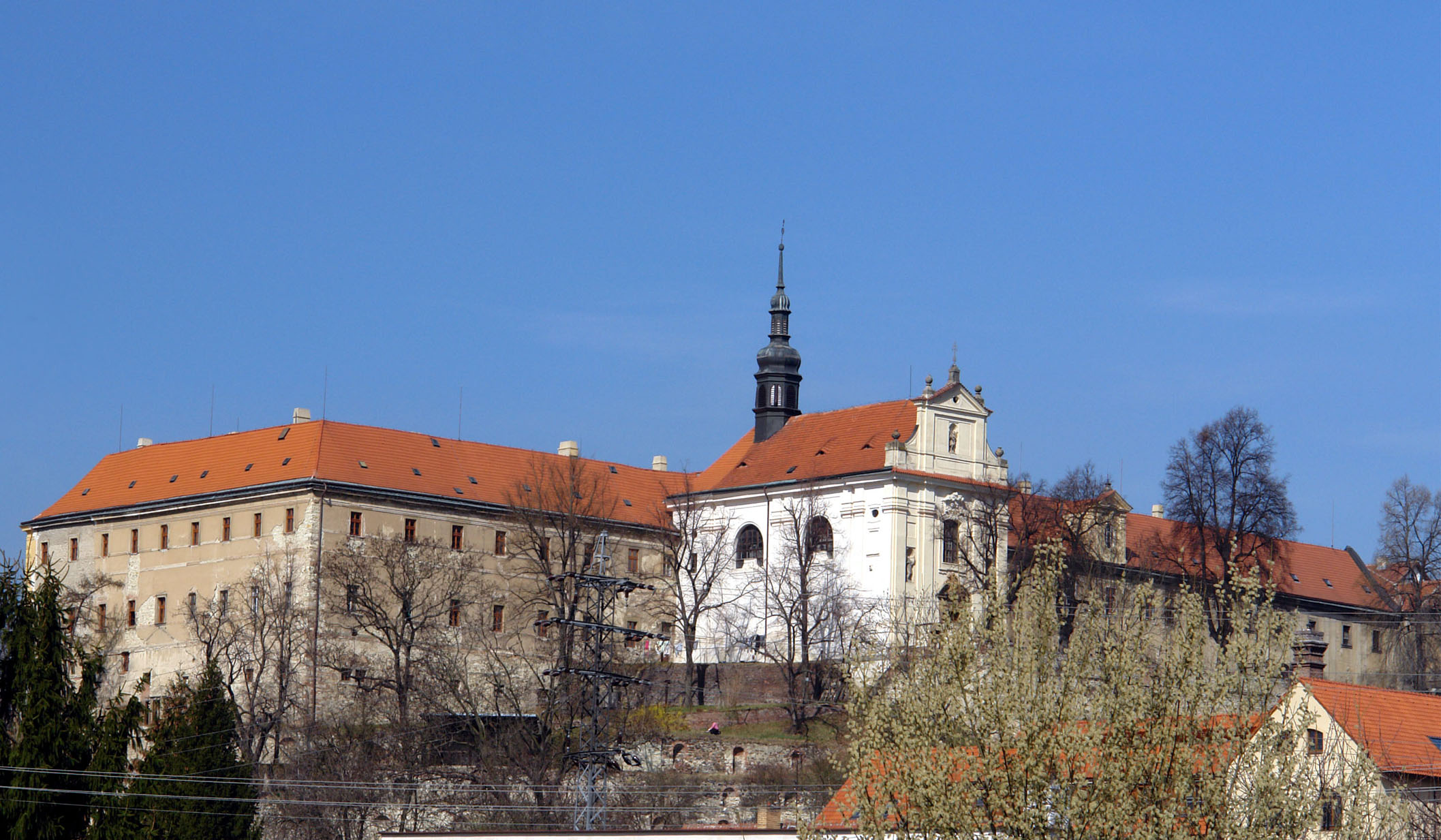
Kasteel van Tuchoměřice (2012)
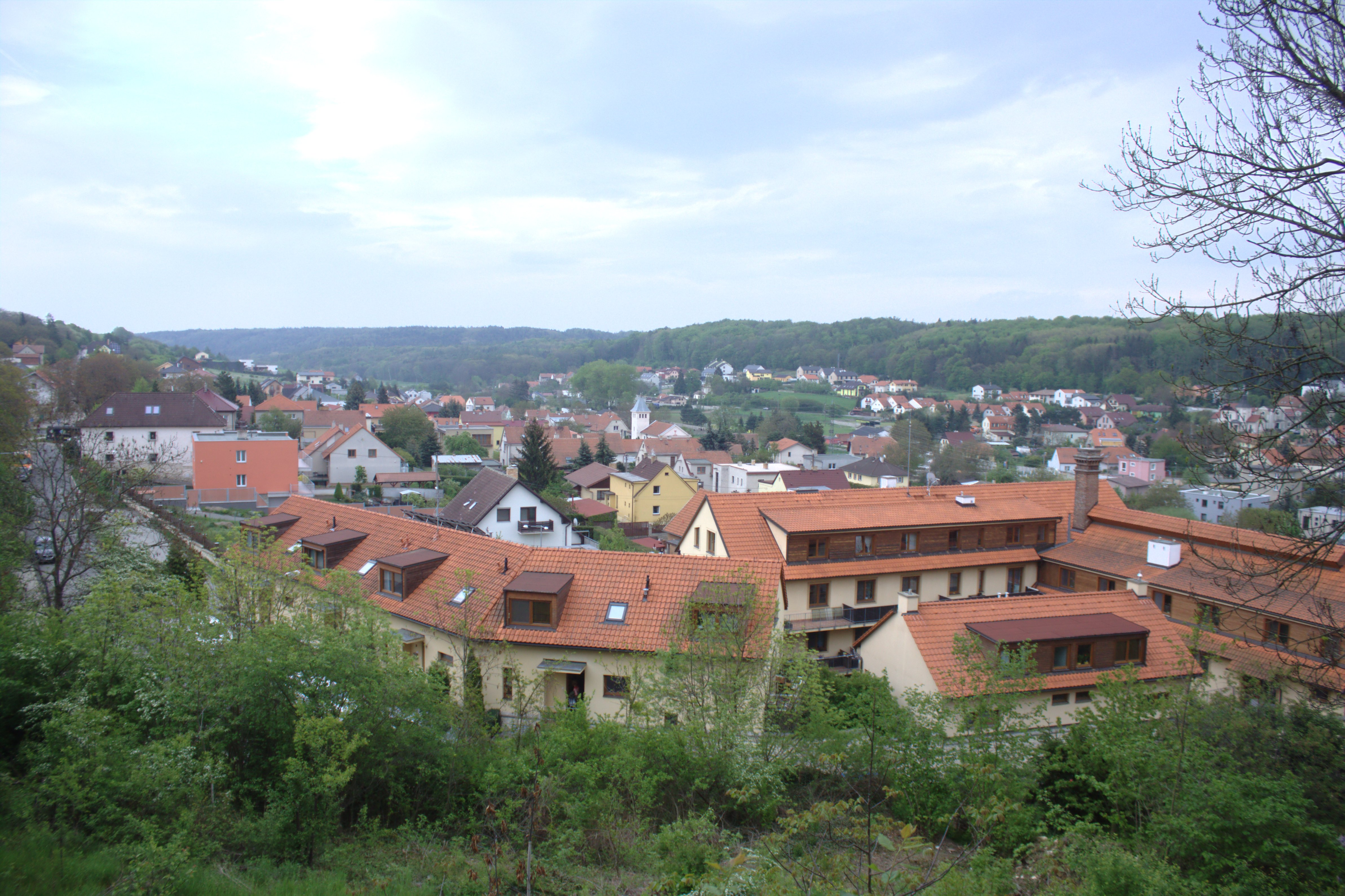
Uitzicht over het dorp (2016)